# Heterusia colmala
Heterusia colmala är en fjärilsart som beskrevs av Thierry-mieg 1893. Heterusia colmala ingår i släktet Heterusia och familjen mätare. Inga underarter finns listade i Catalogue of Life.